# Саморегулација
Ауторегулација је у најширем смислу, аутоматско самоодржавање унутрашње стабилности неког система. Опште својство сваког организма, за одбрану постојеће организоване структуре од спољашњих, дезинтегришућих утицаја. У психологији, различити теоретичари наглашавају важност ауторегулације за одржавање и развој личности, когнитивних структура, нагона и емоција.